# Bunratty Castle
Bunratty Castle er et slot i Newmarket-on-Fergus, i County Clare på Irlands vestkyst. Slottet ligger i landsbyen Bunratty (irsk: Bun Ráite), ved hovedvejen N19 mellem byerne Limerick og Ennis, og nær byen Shannon. Navnet Bunratty betyder på irsk "svinget i floden Ratty". Lige ved slottet løber Ratty ud i floden Shannon før den løber ud i havet. Fra toppen af slottet er der udsigt til floden og Shannon Lufthavn.

## Historie
- De første spor på stedet tyder på at det var et handelssted oprettet af vikingerne i 970.
- I 1270 blev de første forsvarsværker bygget.
- Omegnen blev senere givet til jarlen Thomas de Clare (1245–1287), som byggede de første stenbygninger på stedet. Omkring 1270 havde landsbyen Bunratty ca. 1000 indbyggere.
- I 1318 blev slottet og byen under "Irish Bruce Wars 1315-1318" fuldstændig ødelagt af sejrherrerne familien O'Briens.
- I 1332, lige efter at slottet var genopbygget af den engelske konge blev slottet igen ødelagt.
- I 1353 blev slottet genopbygget, efter at have ligget 21 år i ruiner. Men slottet blev lige efter igen angrebet af irerne som har holdt slottet lige siden.
- Slottet sådan som det står i dag blev fuldført af familien MacNamara omkring 1425. 50 år senere var ejerne O´Briens som var den mægtigste familie i landsdelen Munster.
- I 1646, under Krigen i de tre kongeriger, gav Jarlen af Thomond, Barnaby O'Brien, tilladelse til at en større engelsk vagtstyrke slog sig ned i Bunratty. Slottet blev belejret og indtaget af irske styrker ledet af Donagh MacCarthy og Viscount Muskerry.

## Slottet i dag
Bunratty slottet er en populær turistattraktion, delvis på grund af nærheden til Shannon Lufthavn. Indvendig er slottet udsmykket fra mange perioder i dets historie. Slottets centrale store sal er møbleret med et langbord, hvor der serveres en middelalderbuffet 2 gange hver aften om sommeren. I kælderen er der flere fangehuller. I hvert hjørne af slottet er der tårne med smalle vindeltrapper.
I nærheden af slottet er der en større oplevelsespark som er bygget som en landsby fra 1800-tallet med skole, hovedgade, huse, butikker, hjemmebageri og med stativer til tørring af brændselstørv.